# داريا سنيغور
داريا سنيغور (مواليد 27 مارس 2002) هي لاعبة كرة مضرب أوكرانية، أفضل ترتيب لها كان ال124 وحصلت عليه في أغسطس 2022.

## روابط خارجية
- داريا سنيغور على موقع رابطة محترفات التنس (الإنجليزية)
- داريا سنيغور على موقع الاتحاد الدولي لكرة المضرب (الإنجليزية)
- داريا سنيغور على موقع بطولة ويمبلدون (الإنجليزية)
- داريا سنيغور على موقع خلاصة التنس.كوم (الإنجليزية)
- داريا سنيغور على موقع إي إس بي إن.كوم (الإنجليزية)